# Дадо Топић
Адолф Дадо Топић (Нова Градишка, 4. септембар 1949) је југословенски и хрватски музичар. Топић је у својој каријери био члан Динамита, Корни групе и Тајма. Заједно са групом Драгонфлај представљао је Хрватску на Песми Евровизије 2007.

## Почетак каријере
Топић је своју музичку каријеру започео као средњошколац у групи Ђавољи еликсири у којој је гитару свирао Јосип Бочек, а Дадо је свирао бас и певао. После су обојица били у групи Лавине, а 1967. године су се прикључили осјечким Динамитима.
Прву поставу Динамита чинили су певач Крунослав Кићо Слабинац, гитариста Антун Николић, басиста Алберто Краснићи, клавијатуриста Влада Лазић и бубњар Ратко Дивјак. Када су Слабинац и Николић отишли у војску, рад групе наставили су Дадо, који је прешао на ритам гитару и први пут запевао, Бочек, Дивјак и Краснићи. Топић је брзо изградио репутацију одличног певача соул и блуз музике. Група је свирала искључиво туђе песме и за њима није остао ниједан студијски снимак.
У лето 1969. године из Немачке се вратио гитариста Ведран Божић који је по клубовима свирао са загребачком групом Роботи. По распаду Робота основао је Вилс оф фајер, који су једном приликом у клубу свирали са Џимијем Хендриксом. Под утиском његове приче Дадо је наговарао остале из Динамита да се окушају у иностранству, али без успеха. Разочаран, Топић је решио да оде сам, али му је крајем 1969. године стигао позив да се прикључи Корни групи и замени певача Далибора Бруна. По његовом преласку у Београд, Динамити су престали са радом. Убрзо је Дадо у Корни групу довео и Јосипа Бочека. У Корни групи је почео да компонује и тако су настале његове прве песме „Remember”, „Жена је лука, а човјек брод” и „Прво свјетло у кући број 4” коју је написао заједно са Корнелијем Ковачем. Иако су те песме биле у маниру прогресивне музике коју је Ковач у то време заступао, ниједна се није нашла на плочама Корни групе.

## Тајм
Септембра 1971. године Топић је напустио Корни групу и у Загребу је уз помоћ менаџера Владимира Михаљека основао Тајм. Група је службено настала у новембру, а у постави су били: Дадо Топић (вокал), Тихомир Поп Асановић (клавијатуре), Ведран Божић (гитара), Марио Маврин (бас), Ратко Дивјак (бубњеви) и Бране Ламберт Живковић (клавир и флаута). Деби плоча „Time” за који је већину песама Дадо написао још док је био у Корни групи, објављен је половином 1972. године. Први тираж штампан је у пет стотина примерака, јер се у то време није веровало да домаћи албум има комерцијални потенцијал. Како је продаја кренула изненађујуће добро, плоча је годинама касније редовно накнадно издавана.
Оригинална постава је наступила на неколико уверљивих концерата, а онда је почело осипање музичара што је постала карактеристика групе током читаве њене каријере. Прво су отишли Живковић и Марио Маврин па су бас на смену свирали Дадо, Ненад Зубак и Чарли Новак. Затим се из редовног ангажмана повукао Ратко Дивјак кога је замијенио Печо Петеј, а ускакао је и Пико Станчић. До престанка рада оригиналне поставе дошло је у јануару 1973. године.
Дадо је неколико месеци провео у Немачкој где је са Ведраном Божићем свирао по клубовима, а Асановић је отишао на турнеју у СССР као члан Нових фосила. По повратку у земљу, Дадо је наступао са Југославенском поп селекцијом коју је основао Поп Асановић. Групе Тиме и Поп селекција учествовале су на Светском фестивалу омладине у Берлину, у тадашњој Источној Њемачкој где су добили награду за Асановићеву композицију „Берлин”. Свирали су у Аустрији као предгрупа на турнеји енглеског састава Ист оф иден, као и на БООМ 73 фестивалу и њихова пјесма „Реци ми циганко што у моме длану пише” објављена је на плочи „БООМ Поп Фест 73” (Југотон 1973).
Почетком 1974. године Дадо је учествовао на снимању албума „Мајко земљо” Тихомира Асановића на коме је певао и био је аутор музике и текстова. Чланови Поп селекције основали су касније састав Септембар са којима је Топић повремено наступао. У два наврата, током 1974. године, Дадо је био у затвору због избегавања војне обавезе. Током боравка у казнено-поправној установи, Топић је написао песме за албум „Time II” који је снимио са Асановићем, Дивјаком и Драгим Јелићем из ЈУ групе који је у то време у Љубљани боравио у ЈНА.
Завршивши снимање, новембра 1974. године, Топић је отишао на одслужење војног рока у Цеље. По изласку из војске, октобра 1975. године кратко је промовисао други албум, а затим се преселио у Лондон где је као басиста свирао са групом Фондејшнс. Са њим у групи био је и Печо Петеј и они су одсвирали четрдесет три концерта по Енглеској. У јануару 1976. године Фондејшенс су свирали серију концерата по Југославији. После те турнеје Топић и Петеј су у Југославији обновили Тајм. Убрзо им се придружио енглески клавијатуриста Крис Николс.
Тајм је наступио на БООМ 76 фестивалу и концертна верзија песме „Да ли знаш да те волим” је забележена на плочи „БООМ 76” (ПГП РТБ 1976). Плоча „Живот у чизмама са високом петом”, Топић је снимио у Минхену. Овом плочом Топић је понудио концепцијски албум који за тему има живот роцк звијезде. Следеће две године Топић је свирао опроштајне турнеје групе Тајм. Тако је снимак њиховог наступа одржаног 6. новембра 1976. године у новосадском Студију М забележен на дуплој плочи „Рандеву с глазбом” (Југотон 1977).
Крајем 1977. године пропала је комбинација са супер групом К2 у којој је требало да буду Корнелије Ковач, Дадо Топић, Ратко Дивјак, Чарли Новак, Слоба Марковић и Јосип Бочек. Када су се крајем 1977. године Петеј и Ведран запослили као студијски музичари, група Тајм је службено престала с радом.

## Након Тајма
Топић и Николс су приступили београдској групи Рибели која је име промијенила у Мама ко ко. Свирали су на редовним журкама у Дому омладине Београда и пратили Здравка Чолића на турнеји „Путујући земљотрес”. Дадо је у дуету са Борисом Аранђеловићем певао на синглу групе Смак „На Балкану” 1979. године.
Исте године постигао је хит са пјесмом „Флојд” Зорана Симјановића, написаном за филм Национална класа редитеља Горана Марковића. Затим је на дуплом соло албуму „Неоседлани” донио нови ауторски концепт. У једанаест пјесама, пратећи принцип филмског сценарија, обрадио је животну причу замишљеног јунака Јована који је напустио Југославију у жељи за удобним животом. У временском периоду од десет година Јован је постао жиголо, коцкар, полако је пропадао и све интензивније откривао вриједност своје земље. У посљедњој пјесми, „Хеј, Југославени” искориштени су стихови „Остајте овдје” Алексе Шантића, а ту су и стихови Егзиперија и Јуре Каштелана. На снимању су учествовали Јосип Бочек, Ратко Дивјак, Чарли Новак, Крис Николс, гитарист Срђан Миодраговић и Слађана Милошевић. Продукцију су радили Дадо Топић и Енцо Лесић, а плоча је снимана у београдском студију V од децембра 1978. до јуна 1979. године.
Сљедећи ЛП „Шапутање на јастуку” снимљен је 1980. године. Радили су га Топић, Крис Николс, бубњар Драган Гајић и басиста Томислав Сух. Заједно са Слађаном Милошевић Топић је за Песму Евровизије снимио поп песму „Принцеза” која се појавила на макси синглу. Успјех те сарадње довео је до објављивања заједничког CD-а на коме се налази избор пјесама из каријере Слађане и Даде. Дадо је објавио мини ЛП „Водиља” на коме је песма „Водиља” из два дијела компонована на родољубиви текст. Током 1987. године извео је нумеру за ТВ серију "Бољи живот".
Половином осамдесетих година Топић је своју каријеру везао за фестивале забавне музике. На фестивалу МЕСАМ 84. извео је песму Сање Илића „Бит ћемо заједно” објављену на плочи „Парада хитова” (Југотон 1984). Сљедеће године на истој манифестацији пјевао је песму Срђана Јула „Не могу убити љубав” и она је на плочи „МЕСАМ” (ПГП РТБ 1985). На МЕСАМ-у 1988. године извео је пјесму Корнелија Ковача „Жена од порцелана” и она је објављена на плочи „МЕСАМ 88" (Југотон 1988). На Загреб фесту 1986. године Мира и Дадо Топић извели су пјесму "Zagreb by night" која је такође објављена на фестивалској плочи.

## Од 1990-их до данас
Крајем осамдесетих Топић се преселио у Аустрију где је 1993. године објавио мини CD Call It Love. Последњих година чешће наступа у иностранству, а прате га страни музичари.
Чест је гост на фестивалима, па је 1997. године на Фестивалу мелодије Истре и Кварнера, на вечери ауторске песме, добио прву награду критике и публике за извођење песме „Нисан знал”. Исте године глумио је и певао у рок опери „Црна краљица”, а следеће је учествовао на два концерта подсјећања на стару рок оперу „Губец Бег”. Године 1998. Топић је са Ведраном Божићем, Ратком Дивјаком и младим музичарима поново покренуо групу Тајм, али само повремено наступају.
Дадо Топић је са Сашом Матићем поделио прво место на будванском фестивалу 2003. На Дори 2007. Топић је са групом Драгонфлај изабран да представља Хрватску на Песми Евровизије 2007. која се одржала у Хелсинкију. Топић и Драгонфлај се нису пласирали у финале.

## Фестивали
Фестивал Singing Evropa, Холандија:
- Пастир и цвет (као вокал Корни групе), треће место и награда за најоригиналнију групу, '69

Загреб:
- Једна жена (као вокал Корни групе), (Вече поп музике), прва награда жирија и публике, '70
- Прича о двоје, '73
- Zagreb by night (дует са Миром Топић), '86

Београдско пролеће:
- Пусти да те дирам (као вокал Корни групе), '71
- Слободан човјек, друга награда публике, 2025.

Бум поп фестивал:
- Реци ми Циганко што у моме длану пише (са групом Time), Љубљана '73
- Да ли знаш да те волим (са групом Time), Београд '76

Скопље:
- Мојот бол е само мој (као вокал Корни групе), '71

Словенска попевка:
- Маја з бисери, '74

Хит парада, Београд:
- Кад једном откријем човека у себи, '75
- Пожели нешто, '76

Опатија:
- Миа, '82

Југословенски избор за Евросонг:
- Принцеза (дует са Слађаном Милошевић), шесто место, Скопље '84
- Љубав, четврто место, '86

МЕСАМ:
- Бит ћемо заједно, друго место, '84
- Не могу убити љубав, друго место, '85
- Последња искра (дует са Миром Топић), '86
- Жена од порцелана, треће место, '88

Сплит:
- Кристина, '86
- Врати се, '97

Задарфест:
- Млекарица, '95
- Боли ме, '96
- Ја не би' био ја, '98
- Понедјељак (са групом Звучни зид), 2001.

Осфест, Осијек:
- У наручју моје краљице, '96

Мелодије Истре и Кварнера:
- Нисан знал, прва награда стручног жирија и награда за најбољи аранжман, '97

Етнофест, Неум:
- На те мислим (дует са Јозефином Јуришић), '97
- Нема предаје, 2008.

Мелодије Мостара:
- Фанданго, '98

Хрватски радијски фестивал, Водице:
- Без мене, '99
- Што значи збогом (Вече легенди), 2001
- Није лако, 2008.

Дора, Опатија:
- Што значи збогом, 2001.
- Вјерујем у љубав, победничка песма / Евросонг - Вјерујем у љубав (није се пласирао у финале Евросонга), 2007.

Пјесма Медитерана, Будва:
- Бајка о љубави, победничка песма (поделио прво место са Сашом Матићем), 2003.
- Овај свијет је лудница, 2009.
- Кад' речи застану (дует са Слађаном Милошевић), победничка песма, 2010.

Сунчане скале, Херцег Нови:
- Говоре мојим гласом анђели (дует са Анитом Поповић), победничка песма, 2010.

Фестивал Кантарион (Аутори певају и свирају), Загреб:
- Да ли знаш да те волим, награда за целокупан допринос музици, 2024.
- Turn the page, 2025.

CMC festival, Водице:
- Donna impossibile, 2025

Бисер Јадрана:
- Небо (дует са Аном Петан), Златни бисер, победничка песма, 2025